# Il pupazzo di neve (libro)
Il pupazzo di neve (The Snowman) è un libro illustrato per bambini dell'autore inglese Raymond Briggs del 1978. 
Manca completamente di parole, e le illustrazioni (ripartite in vignette che scandiscono la narrazione come in un romanzo grafico) sono state realizzate esclusivamente con matite colorate.

## Storia editoriale
Il libro fu pubblicato dalla Hamish Hamilton nel Regno Unito, e dalla Random House negli Stati Uniti nel novembre dello stesso anno 1978. Vinse diversi premi e fu adattato in un film televisivo d'animazione nel 1982. 
In Italia è stato pubblicato a partire dal 1979 dalle Edizioni Elle di Trieste, e nel 2019 è stato riedito dalla Rizzoli.

## Trama
In un nevoso giorno d'inverno, un ragazzino costruisce un pupazzo di neve che si anima allo scoccare della mezzanotte. Esso e il ragazzo si mettono a giocare in casa con elettrodomestici, giocattoli e altre cianfrusaglie, evitando però di fare troppo rumore per non svegliare i genitori.
Dopo aver giocato con le luci dell'auto di famiglia, il ragazzo prepara uno spuntino che i due mangiano al lume di candela. Il pupazzo porta il suo creatore all'aperto e con lui vola sopra le South Downs per andare a vedere l'alba dal molo grande di Brighton prima di tornare a casa. La mattina il ragazzo, quando si sveglia, scopre che il pupazzo non c'è più.
In un'intervista del 2012 a Radio Times, Briggs dichiarò "Non faccio happy endings. Realizzo ciò che mi sembra naturale ed inevitabile. Il pupazzo di neve si scioglie, i miei genitori sono morti, gli animali muoiono, i fiori muoiono. Succede per tutto. Non si tratta di una cosa particolarmente cupa. È un fatto della vita." Egli rigetta l'idea che si tratti di un libro natalizio, facendo presente che è stato soltanto l'adattamento animato a introdurre questo elemento.

## Riconoscimenti
Nel Regno Unito, fu in concorso per la Kate Greenaway Medal della Library Association, che premia il miglior libro illustrato per bambini dell'anno realizzato da un autore britannico.
Negli Stati Uniti fu nella lista dei candidati al Lewis Carroll Shelf Award del 1979.

## Opere derivate
Il libro fu adattato nel 1982 in un cortometraggio animato, che nel Regno Unito fu trasmesso da Channel 4 il 26 dicembre. Il pupazzo di neve fu candidato per l'Oscar al miglior cortometraggio d'animazione ed è divenuto nei paesi anglofoni un evento festivo annuale, ispirando vari spin-off come un concerto, uno spettacolo teatrale, il videogioco The Snowman e il seguito animato The Snowman and the Snowdog.

## Edizioni italiane
- Raymond Briggs, Il pupazzo di neve, Trieste, Edizioni Elle, 1979.
- Raymond Briggs, Il pupazzo di neve, Milano, Euroclub, 1993.
- Raymond Briggs, Il pupazzo di neve, San Dorligo della Valle, Edizioni EL, 2001, ISBN 88-477-0792-7.
- Raymond Briggs, Il pupazzo di neve, San Dorligo della Valle, Edizioni EL, 2002, ISBN 978-88-477-0989-8.
- Raymond Briggs, Il pupazzo di neve, San Dorligo della Valle, Edizioni EL, 2003, ISBN 88-477-1217-3.
- Raymond Briggs, Il pupazzo di neve, Milano, Rizzoli, 2019, ISBN 978-88-17-14315-8.